# دیوید باتلر
دیوید باتلر (انگلیسی: David Butler; ۱۲ نوامبر ۱۹۲۷ – ۲۷ مهٔ ۲۰۰۶) فیلم‌نامه‌نویس، بازیگر تئاتر، نویسنده و بازیگر تلویزیون اهل بریتانیا بود. وی بین سال‌های ۱۹۶۱ تا ۱۹۹۲ میلادی فعالیت می‌کرد.
وی همچنین برندهٔ جوایزی همچون جوایز امی ساعات پربیننده شده‌است.